# Laxita lola
Laxita lola är en fjärilsart som beskrevs av De Nicéville 1894. Laxita lola ingår i släktet Laxita och familjen Riodinidae. Inga underarter finns listade i Catalogue of Life.